# Dyssebroen
Dyssebroen er en fodgænger- og cykelbro, der ligger på Christiania, København. Den forbinder Christianshavn med Amager over Stadsgraven, den tidligere voldgrav ved Christianshavns Vold, som var en del af Københavns befæstning
55°40′24″N 12°36′24″Ø / 55.6734°N 12.6066°Ø